# Helma Knorscheidt
Helma Knorscheidt (República Democrática Alemana, 31 de diciembre de 1956) fue una atleta alemana, especializada en la prueba de lanzamiento de peso en la que llegó a ser subcampeona mundial en 1983.

## Carrera deportiva
En el Mundial de Helsinki 1983 ganó la medalla de plata en lanzamiento de peso, con una marca de 20.70 metros, quedando en el podio tras la checoslovaca Helena Fibingerová (oro con 21.05 metros) y por delante de su compatriota la también alemana Ilona Schoknecht-Slupianek (bronce con 20.56 m).